# Dubuque, Iowa
Dubuque, Iowa là một thành phố thuộc quận quận trong bang Iowa, Hoa Kỳ. Thành phố có tổng diện tích km², trong đó diện tích đất là km². Theo điều tra dân số Hoa Kỳ năm 2010, thành phố có dân số người. 